# みんみんミント
『みんみんミント』は士貴智志による日本の漫画である。『アフタヌーンシーズン増刊』講談社にて、2000年第3号から第6号、2001年第7号から9号、2002年第10号に掲載された。

## ストーリー
ある日、神原眠斗は猫耳を持つ男の子を拾う。神社でピンチに陥った時、その男の子にコスチュームと魔法の力を授かりピンチを乗り切ったときから人々を助けることになる。

## 登場人物
神原 眠斗（かんばら みんと）
誕生日：12月20日、射手座。血液型：A型。身長：159cm。体重：45キロ。3サイズ：88.5(F)/56/85。足のサイズ：23
眠々神社の娘で16歳の高校1年生。神社で祖父と二人暮らしをしている。みんなにはミントと呼ばれている。元々は黒髪だったが、魔法を使った影響でピンクの髪になり戻らなくなった。周囲には堅物と思われているため、最初のころは髪を染めたとびっくりされていた。コスチュームを着て闘うが、コスチュームに対して毎回疑問を持ってしまうため、コスチュームが機嫌を悪くして消えてしまい、毎回全裸になってしまう。男女問わず好かれて、毎回トラブルに巻き込まれている。
久遠寺 レイ子（くおんじ レイこ）
誕生日：10月29日、蠍座。血液型：B型。身長：172cm。体重：55キロ。3サイズ：92/61/89。足のサイズ：24.5
高校2年生で副会長を務めている。眠斗とは最初は自分の彼氏のあじさいに手を出したと思って倒すために現れたが、ミントをかわいらしい娘だと思い、様々な衣装（バニーガールなど）を着せようとするようになる。薫とはミントを巡るライバルのような関係。
水戸 薫（みと かおる）
　誕生日：8月8日、獅子座。血液型：O型。身長：164cm。体重：48キロ。3サイズ：88/59/86。足のサイズ：24
ミントのクラスに転入してきた女の子。忍者の家系で薫で15代目。ミントを一目みて一緒に家系を継ぐのはこの人だと思い、そのために転入してきた。風紀委員を1人はじめるなど行動力がある。レイ子とはミントを巡るライバルのような関係。
宇咲美 萌華（うさみ もか）
誕生日：3月10日、魚座。血液型：BO?型。身長：149cm。体重：非公開。3サイズ：79/55/80。足のサイズ：22
中等部3年の女の子でミントに憧れている。趣味はチャットとロボット製作。ミントの祖父とはチャット仲間でそれがきっかけでミントと知り合うことができた。ミントのことはお姉さまと呼ぶ。兄に生徒会長のあじさいがいる。
ココア
身長：169cm。体重：53キロ。3サイズ：89/59/88。足のサイズ：24.5
ライムを追いかけてきたライムの婚約者。地球の年齢に合わせると20歳ぐらいだが、故郷ではそれでも大人の年齢ではないらしい。最初はミントをライムから引き離そうとしたが、ミントのことを気に入りミントと同じ学校に通うようになる。ライムとミントの3人で暮らすのが夢になった。
ライム
身長：88cm。体重：14キロ。3サイズ：53/53/53。足のサイズ：13.5
ミントを魔女っ娘にした張本人。学校ではかわいらしい男の子マスコットとして受け入れてもらっている。
奈月
ミントの友人で中華料理店の娘。お互いに神社、中華料理店を手伝う仲。
あじさい
生徒会長で元レイ子の彼氏。萌華の兄でもある。見た目はイケメンなため、女子からの人気は高いが脱衣所に隠しカメラを仕掛けたり、魔女っ娘に執着を示したりするなど変態行為を働いている。
村田
生徒会のメンバーで会長の一番の腹心。
雪斗
ミントの祖父。趣味で変なロボットを作っては暴走させている。ハンドル名「ゆきchan♡」でチャットをやっているため、当初チャット仲間の萌華には女性だと思われていた。

## 既刊一覧
アフタヌーンKCより刊行。全1巻。
- 2002年3月23日発行 ISBN 4-06-321135-5

## サブタイトル一覧
| 話    | サブタイトル                               | 収録されている単行本                               |
| ----- | ------------------------------------------ | -------------------------------------------------- |
| 第1話 | ウワサの魔女っ娘!ミントちゃん登場!の巻ニャ | 第1巻 （2002年3月23日発行） ISBN 978-4-06-321135-1 |
| 第2話 | レイ子お嬢様!華麗に登場!の巻ニャ           | 第1巻 （2002年3月23日発行） ISBN 978-4-06-321135-1 |
| 第3話 | 3Vの悪夢!!の巻ニャ                         | 第1巻 （2002年3月23日発行） ISBN 978-4-06-321135-1 |
| 第4話 | 正☆義の忍!風鈴の薫!!の巻ニャ               | 第1巻 （2002年3月23日発行） ISBN 978-4-06-321135-1 |
| 第5話 | メカっ娘 萌華ちゃん登場!の巻ニャ           | 第1巻 （2002年3月23日発行） ISBN 978-4-06-321135-1 |
| 第6話 | 秘密の水泳大会!の巻ニャ                    | 第1巻 （2002年3月23日発行） ISBN 978-4-06-321135-1 |
| 第7話 | ライムに婚約者!!の巻ニャ                   | 第1巻 （2002年3月23日発行） ISBN 978-4-06-321135-1 |
| 第8話 | ミントちゃんよ!永遠に!の巻ニャ             | 第1巻 （2002年3月23日発行） ISBN 978-4-06-321135-1 |